# 広州級駆逐艦
広州級駆逐艦（こうしゅうきゅうくちくかん、英: Guangzhou-class destroyer）は、中国人民解放軍海軍のミサイル駆逐艦の艦級。中国人民解放軍海軍での名称は052B型駆逐艦（中: 052B型驱逐舰）、NATOコードネームは旅洋I型（英: Luyang I class）。

## 来歴
中国海軍は早期から防空艦の取得を目指しており、1970年代には、国産のHQ-61B艦対空ミサイルを搭載した053K型フリゲート（江東型）を就役させた。しかしHQ-61Bは性能的に全く不満足であったことから、同システムの搭載艦は1隻のみに留められて、まずはフランス製の個艦防空ミサイル・システムであるクロタルの導入が志向されるようになった。これは後にHHQ-7として山寨化され、1990年代に建造された駆逐艦やフリゲートで標準的な装備となった。
しかしその後、1995年の第三次台湾海峡危機の際に、アメリカ海軍の圧倒的な能力を見せつけられた中国人民解放軍海軍は、国産駆逐艦の性能限界を痛感した。これを受けて、1999年から2000年にかけてロシア製の956E型駆逐艦（ソヴレメンヌイ級）2隻を緊急導入（2005年より956EM型2隻を追加配備）するとともに、空母整備計画も視野に、優れた対空戦能力を有するミサイル駆逐艦の整備が計画されるに至ったと見られている。
1990年代中期のDDG整備計画着手直後は、多艦級の少数建造方針が採択されており、本級の建造もこの一環となっている。051C型（瀋陽級）と同様に、国産の長距離艦対空ミサイル・システムであるHHQ-9を搭載した052C型（蘭州級）との比較検討ないしはその失敗時のバックアップとして位置づけられていたと見られているが、HHQ-9の開発進展を受けて、052C型や発展型の052D型（昆明級）が量産体制に入ったため、本級の建造は2隻で打ち止めとなっている。

## 設計
本級は、ソヴレメンヌイ級と同様の防空システムを中核にして、艦砲や艦対艦ミサイルなどについては中国製の武器システムを採用し、これらを中国製の船体に装備している。船体は、先行する旅海型（051B型）のものをベースとしているが、よりステルス性に配慮して洗練されており、外見上の印象は大きく異なる。また船型も中央船楼型とされ、船楼と主船体でナックル・ラインを形成している。艦首部にはブルワークが設けられている。
主機関は、旅滬型（052A型）と同様のCODOG方式とされた。ディーゼルエンジンとしては、052A型ではV型12気筒のMTU 12V1163 TB83が搭載されていたのに対して、本級では、V型20気筒のMTU 20V956 TB92を陝西柴油機重工有限公司がライセンス生産して搭載した。一方、ガスタービンエンジンは、052A型の2番艦「青島」と同様に、ウクライナ製のUGT-25000シリーズ（DA80またはDN80）を搭載している。また機関区画については、051B型ではシフト配置とされていたのに対して、艦内容積を確保するため、本級ではパラレル配置とされたものと見られている。

## 装備
本級のC4Iシステムは、新開発の分散システムであるZKJ-5戦術情報処理装置を中核として、通信設備としては中国海軍の標準的な戦術データ・リンクであるHN-900と衛星通信設備を有している。HN-900はイタリアのIPN-10の技術を元にしており、北大西洋条約機構の古典的規格であるリンク 11と同等の性能を有している。
本級の主要な武器システムとなるのが、ロシア製のシュチーリ-1艦対空ミサイル・システムである。これは、西側諸国がSA-N-12「グリズリー」と称している9M317艦対空ミサイルを使ったもので、最大射程は50 km。中間誘導に慣性誘導を導入しており、イルミネーターを4基搭載する本級のシステムでは、同時に8個の目標と交戦できる。またメインセンサーとなる3次元レーダーとしては、051B型では独自開発の381型レーダーを搭載していたのに対し、本級以降では、ロシアのフレガートMAE-5を国産化した382型レーダーを搭載している。これらの装備は、おおむねソヴレメンヌイ級と同系列である。
砲熕兵器は新型化されており、主砲としては、053H1Q型フリゲート（江滬IV型）で試験されていたフランス製の100mmコンパクト砲を山寨化した210型が搭載された。一方、これと組み合わされるFCSは、従来通りの344型レーダーを用いている。またCIWSについても、30mmガトリング砲を使って新しく開発した730型が搭載された。
ソナーとしては、052A型・051B型ではフランスのDUBV-23を山寨化したSJD-8/9を搭載していたのに対し、本級では、ソヴレメンヌイ級と同系列のMGK-335が採用された。対潜兵器としては、Yu-7短魚雷のための3連装短魚雷発射管を両舷に備えているほか、船楼の前方に両舷2基ずつ設置された18連装デコイ発射機も、対潜ロケット砲としての性格を備えている。

## 比較
|          |            | 051B型（深圳） 近代化改修後   | 052A型（旅滬型） 近代化改修後 | ソヴレメンヌイ級（現代級） 近代化改修後 |
| -------- | ---------- | ----------------------------- | ----------------------------- | --------------------------------------- |
| 船体     | 満載排水量 | 6,600 t                       | 5,700 t                       | 8,060 t                                 |
| 船体     | 全長       | 153 m                         | 148 m                         | 156.37 m                                |
| 船体     | 全幅       | 16.5 m                        | 16.0 m                        | 17.19 m                                 |
| 主機     | 方式       | CODOG                         | CODOG                         | 蒸気タービン                            |
| 主機     | 出力       | 55,000 shp                    | 48,600 shp                    | 99,500 shp                              |
| 主機     | 速力       | 30 kt                         | 31.5 kt                       | 32 kt                                   |
| 兵装     | 砲熕       | 56口径100mm連装砲×1基         | 56口径100mm連装砲×1基         | 70口径130mm連装砲×2基                   |
| 兵装     | 砲熕       | 30mmCIWS×2基                  | 30mmCIWS×2基                  | 30mmCIWS×4基                            |
| 兵装     | ミサイル   | VLS×32セル （HHQ-16）         | HHQ-7 8連装発射機×1基         | VLS×32セル （HHQ-16,YU-8）              |
| 兵装     | ミサイル   | YJ-12A 4連装発射筒×4基        | YJ-83 4連装発射×4基           | YJ-12A 4連装発射機×2基                  |
| 兵装     | ミサイル   | ―                             | 252mm6連装対潜ロケット砲×2基  | ―                                       |
| 兵装     | 水雷       | 3連装短魚雷発射管×2基（Yu-7） | 3連装短魚雷発射管×2基（Yu-7） | 3連装短魚雷発射管×2基（Yu-7）           |
| 艦載機   | 艦載機     | Z-9C/Ka-28×2機                | Z-9C×2機                      | Ka-28×2機                               |
| 同型艦数 | 同型艦数   | 1隻                           | 2隻                           | 1隻 （1隻改修中,2隻改修予定）           |

|          |            | 055型（南昌級）                                            | 052D型（昆明級）                           | 052C型（蘭州級）              | 051C型（瀋陽級）              | 052B型（広州級）              |
| -------- | ---------- | ---------------------------------------------------------- | ------------------------------------------ | ----------------------------- | ----------------------------- | ----------------------------- |
| 船体     | 満載排水量 | 12,000 - 13,000 t                                          | 7,500 t                                    | 7,000 t近く                   | 7,100 t                       | 6,600 t                       |
| 船体     | 全長       | 182.6 m                                                    | 156 m                                      | 154 m                         | 155 m                         | 154 m                         |
| 船体     | 全幅       | 20.9 m                                                     | 18 m                                       | 17 m                          | 17 m                          | 16.5 m                        |
| 主機     | 方式       | COGAG                                                      | CODOG                                      | CODOG                         | CODOG                         | CODOG                         |
| 主機     | 出力       | 130,000 shp以上                                            | 76,000 hp                                  | 48,600 shp                    | 48,600 shp                    | 48,600 shp                    |
| 主機     | 速力       | 30 kt                                                      | 29 kt                                      | 29 kt                         | 30 kt                         | 29 kt                         |
| 兵装     | 砲熕       | 70口径130mm単装砲×1基                                      | 70口径130mm単装砲×1基                      | 55口径100mm単装砲×1基         | 55口径100mm単装砲×1基         | 55口径100mm単装砲×1基         |
| 兵装     | 砲熕       | 30mmCIWS×1基                                               | 30mmCIWS×1基                               | 30mmCIWS×2基                  | 30mmCIWS×2基                  | 30mmCIWS×2基                  |
| 兵装     | ミサイル   | 5860-2006型VLS×112セル （HHQ-9B,HHQ-16B,YJ-18,CJ-10,Yu-8） | 5860-2006型VLS×64セル （HHQ-9,CY-5,YJ-18） | VLS×48セル （HHQ-9A）         | B-203A型VLS×48セル （リフ-M） | 単装発射機×2基 （9M317）      |
| 兵装     | ミサイル   | HHQ-10 24連装発射機×1基                                    | HHQ-10 24連装発射機×1基                    | YJ-62 4連装発射筒×2基         | YJ-83 4連装発射筒×2基         | YJ-83 4連装発射筒×4基         |
| 兵装     | 水雷       | 3連装短魚雷発射管×2基（Yu-7）                              | 3連装短魚雷発射管×2基（Yu-7）              | 3連装短魚雷発射管×2基（Yu-7） | 3連装短魚雷発射管×2基（Yu-7） | 3連装短魚雷発射管×2基（Yu-7） |
| 艦載機   | 艦載機     | Z-18×2機                                                   | Z-9C/Ka-28×1機                             | Z-9C/Ka-28×1機                | ヘリコプター甲板のみ          | Z-9C/Ka-28×1機                |
| 同型艦数 | 同型艦数   | 8隻                                                        | 31隻                                       | 6隻                           | 2隻                           | 2隻                           |

## 同型艦
| #   | 艦名             | 造船所         | 起工   | 進水            | 就役           | 配備先   |
| --- | ---------------- | -------------- | ------ | --------------- | -------------- | -------- |
| 168 | 広州 (Guangzhou) | 上海江南造船廠 | 1999年 | 2002年 5月25日  | 2004年 7月15日 | 南海艦隊 |
| 169 | 武漢 (Wuhan)     | 上海江南造船廠 | 2000年 | 2002年 10月29日 | 2004年 7月17日 | 南海艦隊 |

### 命名のエピソード
中国海軍の駆逐艦・フリゲート艦は都市名がつけられるが、これは名付け親となった都市としても名誉であり、艦艇乗員のスポンサーとなって便宜を図ることが慣例となっている。
同級ネームシップは華南地域のいずれかの都市に命名が割り当てられることとなっていたが、改革開放により経済成長を進める各都市の注目の的となった。艦番号168は「一路発（儲けまくり）」と同発音なのである（この番号は自動車ナンバープレートでも大人気）。争奪戦となったが結果として、広州市が命名権を手に入れることになった。

## 登場作品

### 小説
『天空の富嶽』
「広州」が登場。空母「天安」（旧「ヴァリャーグ」）を護衛するも、F/A-18E改の空対艦ミサイルが3発被弾して機関を破壊され、「天安」や他の護衛艦艇共々レーザー誘導爆弾で撃沈する。